# ФК Пафос
ФК Пафос (на гръцки: Πάφος FC) е кипърски футболен клуб от едноименния град. Основан е на 10 юни 2014 г. след обединение на АЕК Куклия и АЕ Пафос.

## История
Основан е през 2014 г. след обединението на АЕК Куклия и АЕ Пафос. През сезон 2013/14, АЕК Куклия участва в първа дивизия за пръв път в историята си, но отпада след края на сезона. По същото време АЕ Пафос (създаден след сливане на двата клуба от Пафос – АПОП и Евагорас), се състезава във втора дивизия, но е сериозно задлъжнял и са му отнети точки. След края на сезона започват разговори между двата отбора за създаване на нов и финансово здрав клуб.
На 9 юни 2014 г. е постигнато съгласие за създаването на ФК Пафос. На следващия ден се срещат фенове, политици и футболисти от град Пафос. Избран е първият президент на клуба Христакис Кайзер, който е президент на АЕК Куклия и основен инициатор за новия отбор. ФК Пафос използва за домакинските си срещи стадион „Пафиако“, а за тренировки този в Героскипу.

## Успехи
- Купа на Кипър:
  -  Носител (1): 2023/24
  -  Финалист (1): 2024/25
- Суперкупа на Кипър:
  -  Финалист (1): 2024
- Лига на конференциите
  -  1/8 финалист (1): 2024/25

## Цветове и лого
Цветовете на отбора са синьо, бяло и жълто. Логото е комбинация от това на АЕ Пафос с годината 2014 и ликът на героя от ЕОКА Евагорас Паликаридис.